# Лемос, Маурисио
Па́оло Маури́сио Ле́мос Мерладе́тт (исп. Paolo Mauricio Lemos Merladett; род. 28 декабря 1995, Ривера) — уругвайский футболист, защитник клуба «Атлетико Минейро» и сборной Уругвая.

## Биография
Маурисио Лемос родился в городе Ривера. В 2014 году подписал свой первый профессиональный контракт с клубом «Дефенсор Спортинг». В 2016 году Маурисио Лемос был куплен казанским клубом «Рубин». В 2016 году уругвайский защитник перешёл в испанский клуб «Лас-Пальмас» в аренду с правом выкупа.
6 мая 2016 года «Лас-Пальмас» выкупил права на футболиста у «Рубина». Контракт подписан на 5 лет.
В 2015 году Лемос выступал в трёх международных турнирах: на молодёжном чемпионате мира, на чемпионате Южной Америки среди молодёжных команд получил бронзовую медаль и стал чемпионом Панамериканских игр.
10 ноября 2017 года дебютировал в основной сборной Уругвая в товарищеском матче со сборной Польши. Игра завершилась со счётом 0:0, а Лемос отыграл весь матч.